# Pandemia de COVID-19 en Guinea-Bisáu
La pandemia de COVID-19 en Guinea-Bisáu inició el 25 de marzo de 2020. 
El débil sistema sanitario, el relativo aislamiento de los pueblos y ciudades y la escasa o nula infraestructura de comunicaciones son algunos de los desafíos que enfrentan los equipos de salud en su trabajo de difusión de las medidas de prevención y de control del brote epidémico.
Guinea-Bisáu es uno de los países que ha recibido la ayuda sanitaria brindada por Cuba. En junio de 2020 un equipo de médicos y enfermeros cubanos se sumó al equipo de profesionales que ya trabajaba en el país desde 2014.
Hasta el 21 de febrero de 2022, se registraron en el país 7,907 casos confirmados de coronavirus y 162 personas fallecidas. La tasa de letalidad (fallecidos respecto a confirmados) es del 1,68%.

## Antecedentes
El 12 de enero de 2020, la Organización Mundial de la Salud (OMS) confirmó que un coronavirus era la causa de una enfermedad respiratoria en un grupo de personas de Wuhan, Hubei, China, el virus estuvo reportado en la OMS el 31 de diciembre de 2019.
La tasa de mortalidad del COVID-19 ha sido mucho más baja que la del SARS de 2003, pero la transmisión ha sido significativamente más grande, con un número de muertes totales significativo.

## Cronología

### Marzo
Los dos primeros casos de Guinea-Bisáu fueron confirmados, un empleado de la ONU congoleño y un ciudadano indio.

### Abril
Guinea-Bisáu anunció su primera muerte el 26 de abril.
El 29 de abril, el Primer ministro Nuno Gomes Nabiam, el ministro de Interior Botche Candé, el Secretario del Estado para el Orden público Mario Fambé, y el Secretario del Estado para la Integración Regional Monica Buaro da Costa habían dado caso positivo de coronavirus.

### Mayo
El 1 de mayo, el ministro de Salud Pública Antonio Deuna dio caso positivo de coronavirus.